# Broza (Saviñao)
Broza (llamada oficialmente San Tomé da Broza) es una parroquia y una aldea española del municipio de Saviñao, en la provincia de Lugo, Galicia.

## Otras denominaciones
La parroquia también es conocida por el nombre de Santo Tomé da Broza.

## Límites
Limita con las parroquias de Sobreda y Castro de Rey al norte, Remesar y Martín al este, Ousende al sur e Iglesiafeita al oeste.

## Organización territorial
La parroquia está formada por once entidades de población:
- A Broza
- Agrelos
- Agroxoi
- Albariza
- A Ribeira
- Ourigo
- Rebordondiego
- Ribela
- Vilarello
- Xesto
- Xixiriz

## Demografía

### Parroquia
| Gráfica de evolución demográfica de Broza (parroquia) entre 2000 y 2021 |
|                                                                         |
| Datos según el nomenclátor publicado por el INE.                        |

### Aldea
| Gráfica de evolución demográfica de A Broza (aldea) entre 2000 y 2021 |
|                                                                       |
| Datos según el nomenclátor publicado por el INE.                      |